# Eurytoma ruficornis
Eurytoma ruficornis är en stekelart som beskrevs av Yang 1996. Eurytoma ruficornis ingår i släktet Eurytoma och familjen kragglanssteklar. Inga underarter finns listade i Catalogue of Life.